# Joseph Priestley

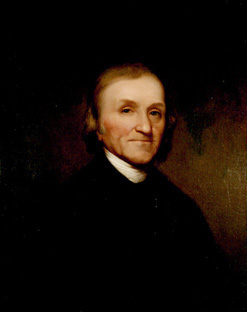
Porträt Joseph Priestleys, von Rembrandt Peale, 1801

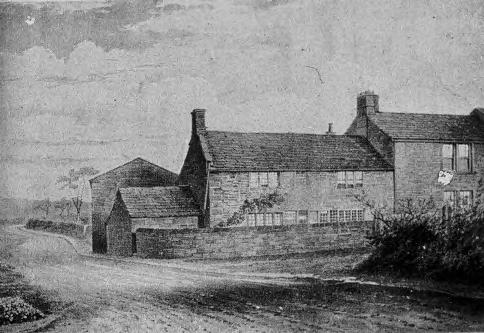
Priestleys Geburtshaus in Fieldhead, Birstall, West Yorkshire (ca. 10 km südwestlich von Leeds)

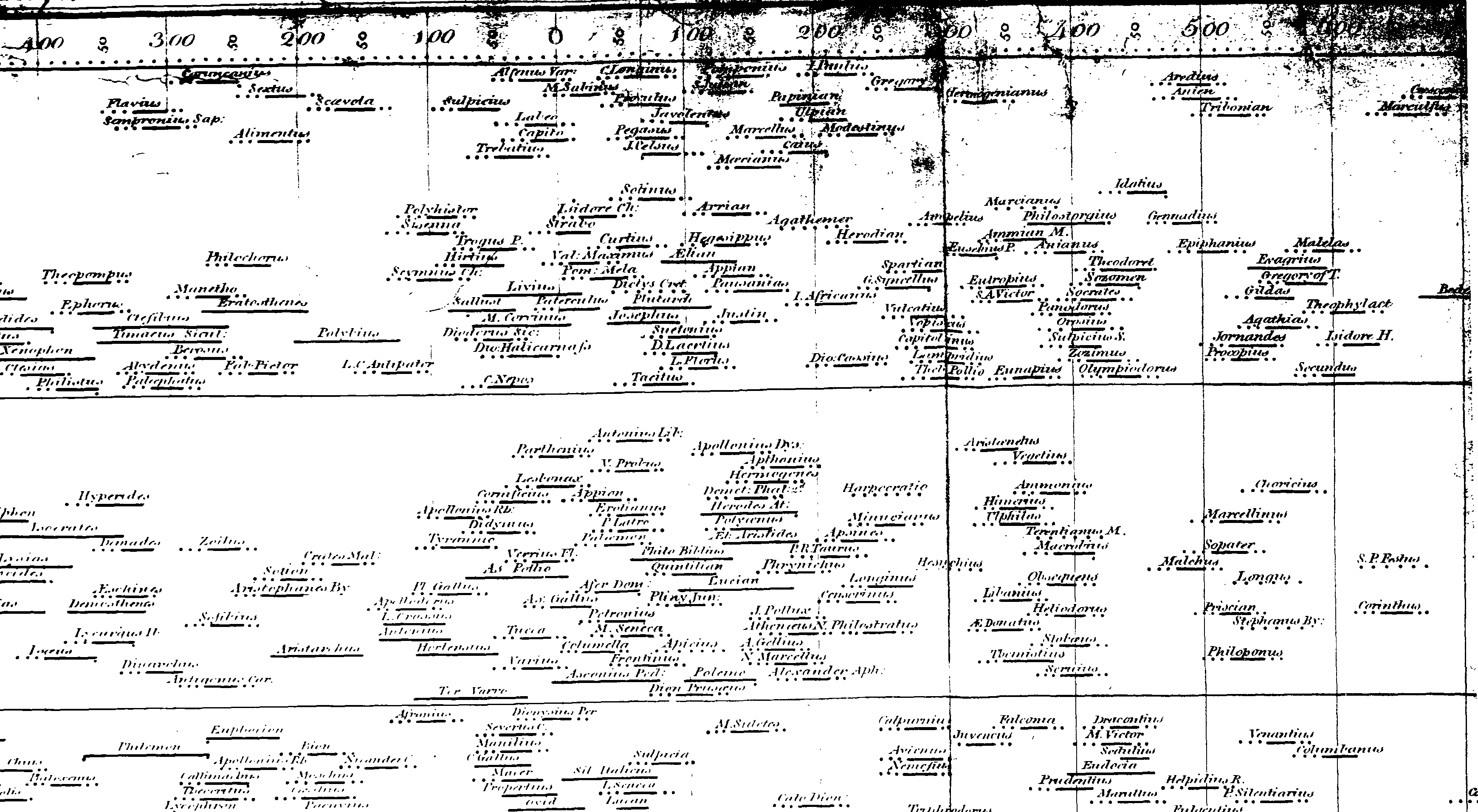
A chart of biography (1765), ein 63 mal 98 Zentimeter großer, querformatiger Kupferstich, auf dem die Lebensdaten von etwa 2000 damals bekannter Personen als horizontale Linien angeordnet sind.

Joseph Priestley (* 13. Märzjul. / 24. März 1733greg. in Fieldhead/Birstall bei Leeds, England; † 25. Januarjul. / 6. Februar 1804greg. in Northumberland, Pennsylvania) war ein englischer Theologe des Unitarismus, Pfarrer, Philosoph, Chemiker und Physiker, der 1794 in die Vereinigten Staaten auswanderte.
Priestley beschrieb 1774 erstmals die Darstellung und Wirkung des von ihm entdeckten Sauerstoffs und 1772 des von ihm entdeckten Lachgases. Er entdeckte Darstellungsmöglichkeiten für zahlreiche weitere Gase: Stickstoffdioxid, Kohlenstoffmonoxid, Chlorwasserstoff, Ammoniak, Schwefelwasserstoff, Schwefeldioxid, Siliziumtetrafluorid. Priestley blieb bis an sein Lebensende Verfechter der Phlogiston-Theorie.

## Leben

### Herkunft und Ausbildung (1733–1755)
Priestley war Sohn des Tuchmachers Jonas Priestley (1699–1779) und dessen erster Ehefrau Mary Swift. Seine Mutter starb schon 1739, er wurde von seiner Tante, Sarah Keighley, adoptiert. Priestley wurde meist zu Hause unterrichtet und begann mit 19 Jahren an einer Nonkonformisten-Schule in Daventry Theologie und alte Sprachen zu studieren. Sein Denken entwickelte sich vom Calvinismus zum Unitarismus.

### Needham Market und Nantwich (1755–1761)
Ab 1755 war er Prediger in einer nonkonformistischen Gemeinde in Needham Market (Suffolk). 1758 übernahm Priestley eine zweite Pfarrerstelle in Nantwich und begann schon mit physikalischen Experimenten (Induktionsmaschine, Luftpumpe).

### Warrington Academy (1761–1767)
Von 1761 an war er als Lehrer an der Warrington Academy in Lancashire, einer privaten Handelsschule, tätig. Ein Jahr später erhielt er die Priesterweihe und heiratete am  23. Juni 1762 die aus Wrexham stammende Mary Wilkinson (1742–1796). Sie war die Tochter des Industriellen Isaac Wilkinson (1695–1784) der zusammen mit John Guest im Jahre 1763 in Wales die „Plymouth Ironworks“  gründete.
1761 erschien sein Lehrbuch der englischen Sprache (Rudiments of English Grammar), das für Jahrzehnte in Gebrauch bleiben sollte. In den folgenden Jahren verfasste er die Theory of Language and Universal Grammar (1762), Essay on a Course of Liberal Education for Civil and Active Life (1765), und Lectures on History and General Policy (1765, 1788). Mit diesen Schriften förderte er, ganz im Gegensatz zu den damals üblichen Lehrplänen, praktische Bildung seiner Studenten und machte die Warrington Academy zu einer Ausbildungsstätte mit besonders gutem Ruf.
Von 1763 an nahm er an Chemie-Kursen teil, ab 1765 verbrachte er regelmäßig einige Wochen in London, wo er mit führenden Wissenschaftlern zusammentraf. So auch mit Benjamin Franklin, der ihn zu elektrischen Experimenten ermutigte.

### Leeds (1767–1773)
1767 erschien sein Buch The history and present state of electricity, with original experiments. Im folgenden Jahr wurde er Priester der Mill Hill Chapel in Leeds (Yorkshire). In dieser Zeit entwickelte sich sein Interesse an Chemie, speziell der Erforschung der Gase und der Optik. Er verfasste das Buch The History and Present State of Discoveries Relating to Vision, Light, and Colours.

### Calne (1773–1780)
1772 wurde er von William Petty, 2. Earl of Shelburne, auf dessen Familiensitz Bowood House als Bibliothekar und Privatlehrer angestellt; diese Stelle behielt er bis 1780. Zwischen 1774 und 1786 verfasste er die sechs Bände von Experiments and observations on different kinds of air (1774–1777) und der Fortsetzung Experiments and observations relating to various branches of natural philosophy (1779–1786). Seine fortschrittlichen theologischen Ansichten hatten ihm schon in Needham Market Kritik eingetragen. Er näherte sich zunehmend anti-trinitarischen Positionen an und begründete im Jahr 1774 schließlich zusammen mit Theophilus Lindsey in der Essex Street Chapel die erste unitarische Gemeinde Londons. Er wird daher heute als einer der Mitbegründer des britischen Unitarismus angesehen. Seine Hinwendung zum radikal-reformatorischen Unitarismus führte unter anderem dazu, dass eine Einladung, als Astronom an James Cooks zweiter Expedition teilzunehmen, zurückgezogen wurde. Priestley blieb zeitlebens Unitarier und förderte den Bau unitarischer Kirchen in sowohl England als auch in Nordamerika.

### Birmingham (1780–1791)
Um 1780 kam es zu einem Streit mit Shelburne, so dass er nach Birmingham zog. In Birmingham wurde Priestley Mitglied der Lunar Society. Wegen seines Eintretens für die Französische Revolution und mehrerer anderer schon lange anhaltender Konflikte um seine Person und die Dissenter kam es 1791 zu den vier Tage anhaltenden Birmingham Riots. Priestley verlor dabei sein Haus mit Labor, Bibliothek und zahlreichen unveröffentlichten Manuskripten.

### Hackney (1791–1794)
Er zog nach Hackney (Middlesex).

### Pennsylvania (1794–1804)
1794 wanderte er in die Vereinigten Staaten aus, wo er als Wissenschaftler sowie als glühender Verteidiger religiöser und politischer Freiheit willkommen geheißen wurde. In Pennsylvania wurde ihm ein Lehrstuhl in Chemie angeboten, den er jedoch ablehnte; er wollte stattdessen als unitarischer Prediger tätig sein. Zu seinen engen Freunden zählten John Adams und Thomas Jefferson. Den Rest seines Lebens verbrachte er als Schriftsteller in Pennsylvania und starb dort
Anfang 1804 im Alter von 70 Jahren.

## Entdeckungen

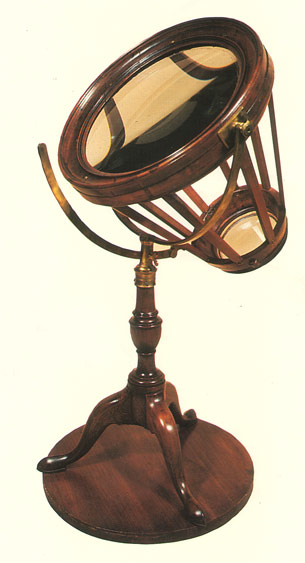
Priestleys spezielles Brennglas

### Sauerstoff
Am 1. August 1774 führte Priestley ein Experiment durch, bei dem er zum ersten Mal Sauerstoff darstellte. Beim Erhitzen von Quecksilber(II)-oxid erhielt er reines Quecksilber und ein farbloses Gas, das Verbrennungsvorgänge stark fördert. Dieses Gas war in Wasser unlöslich, wurde es aber zusammen mit Stickoxid-Luft vereinigt, trat eine bedeutsame Gasverminderung – stärker als bei reiner Luft – in Verbindung mit Wasser auf. Er erkannte jedoch nicht, dass er ein bis dahin unbekanntes Element entdeckt hatte; vielmehr nannte er sein Gas „dephlogisticated air“. Später entdeckte er auch die Gewinnung von dephlogisticated air durch Erhitzen von Salpeter (1779).
Der Däne Ole Borch hatte bereits 1674 von einer Gasentwicklung beim Erhitzen von Salpeter berichtet, er hatte das Gas jedoch nicht isoliert und untersucht. Sauerstoff war von dem Apotheker Carl Wilhelm Scheele mindestens ein Jahr vor Priestley dargestellt worden, doch erschien Scheeles Bericht erst 1777. Der Pariser Chemiker und Pharmazeut Pierre Bayen hatte wie Antoine Laurent de Lavoisier bereits im Februar und April 1774 Versuche veröffentlicht, die auf eine Gewichtszunahme von Metallen durch ein Gas aus der Luft deuteten. Bayen konnte zeigen, dass das Gas in Wasser löslich und schwerer als Luft ist. Ferner konnte er zeigen, dass reines Quecksilber in diesem Gas wieder zu Quecksilberoxid wird. Bayen hat das entstandene Gas jedoch chemisch nicht untersucht und gilt daher nicht als Entdecker des Sauerstoffs. Die Identifizierung als neues Element erfolgte durch Lavoisier, der die Experimente von Priestley und Bayen kannte.
Lavoisier lud Lord Shelburne und Priestley im Oktober nach Paris ein, um sich über die gemachten Entdeckungen auszutauschen. Die Erkenntnis, dass dieses neue Gas in der Luft, das die Verbrennung fördert, ein einzelner Stoff, ein chemisches Element ist, machte Lavoisier nach Wiederholung der Experimente von Bayen und Priestley in einem Vortrag am 26. April 1776 publik. In einem späteren Buch schrieb Lavoisier, dass Priestley und Scheele fast zur gleichen Zeit wie er den Sauerstoff entdeckt hätten. Priestley schrieb später, dass er den Sauerstoff entdeckt, aber dem entdeckten Stoff noch keinen Namen gegeben habe.
Im 18. Jahrhundert war bekannt, dass Tiere nicht in verschlossenen Glasbehältern überleben konnten. Priestley stellte fest, dass Pflanzen gut in abgeschlossenen Glasbehältern überleben konnten. Priestley untersuchte ab 1779 mit dem Holländer Jan Ingenhousz die Gasbildung in Abhängigkeit von den Lichtverhältnissen (Photosynthese). Er stellte auch Versuche mit dem entstandenen Gas an. Eine Maus überlebte in dieser geschlossenen Gas-Atmosphäre und eine brennende Kerze verlosch nicht. Er atmete das Gas auch selbst ein und fühlte dabei eine Besserung im Brustraum. Priestley erkannte die Gefahr der Atmung von sehr vielen Lebewesen auf der Erde und den Nutzen der Pflanzen: „Der Schaden, der der Atmosphäre ständig durch die Atmung einer solch großen Zahl von Lebewesen […] und durch die Verwesung pflanzlicher und tierischer Stoffen zugefügt wird, wird, zumindest teilweise, durch das Pflanzenwachstum wiedergutgemacht“.

### Andere Gase
Während der sechs Jahre in Leeds stellte er vier gasförmige Verbindungen her: die Stickstoffoxide, die er „nitrous air“, „red nitrous vapor“, „diminished nitrous air“ (Lachgas) und „marine acid air“ (Chlorwasserstoff) nannte.
Bereits 1727 hatte Stephen Hales das Stickstoffoxyd dargestellt. Priestley konnte aber nachweisen, dass sich Luft zu 20–25 % in Stickstoffoxyd umwandeln lässt, da das Stickstoffoxyd aus der Luft durch Kalklösung absorbiert werden kann. Das übrig gebliebene Gas (Luft-Stickstoff) war weder zur Verbrennung noch zur Atmung geeignet.
Priestley entwickelte ausgeklügelte Geräte, besonders eine erheblich verbesserte Falle, mit der auch wasserlösliche Gase isoliert werden konnten. Priestley wandte bei seinen Untersuchungen besondere Sorgfalt an. So erhitzte er etwa bei seinem berühmten Sauerstoff-Versuch das Quecksilberoxid nicht mit einer Flamme, sondern mittels eines Brennglases. So vermied er Kontamination mit Abgasen.
Neben den oben genannten Gasen stellte er Ammoniak, Stickstoffdioxid, Schwefeldioxid, Kohlenmonoxid, Schwefelwasserstoff, Siliziumtetrafluorid her und erzeugte künstliche Mineralwässer mit den Gasen.
Er beobachtete, dass sich ein feuchter Niederschlag bildet, wenn Knallgas explodiert, identifizierte das aber noch nicht mit Wasser (das taten erst Henry Cavendish als er von Priestleys Experiment hörte, und Lavoisier). Damals vertrat er mit Cavendish die Ansicht, Wasserstoff (entflammbare Luft nach Cavendish) wäre das lang gesuchte Phlogiston. 1782 fand er eine weitere vermeintliche Bestätigung dafür: er leitete Wasserstoff über Metallkalke (Metalloxide) und konnte diese wieder zu Metallen reduzieren, wobei der Wasserstoff aus der Luft verschwand. Er glaubte, dies sei durch die Aufnahme des Phlogistons in die Metalle aus der Luft geschehen.
Im Jahr 1799 untersuchte er das seit 1669 als gaz oléfiant bekannte Ethen.

## Theologische Ansichten
- Priestley glaubte an die Lehre der Auferstehung.
- Er verwarf die Lehre von der jungfräulichen Geburt, weil es keine Zeugen gab. Damit geriet er in Konflikt zur Staatskirche.
- Er trat für die Menschenrechte ein und lehnte den Sklavenhandel ab.
- Er meinte, dass die Geistlichkeit nur kirchliche Pflichten haben solle und keine Ämter in der Politik.
- Er meinte, dass jeder das Recht haben sollte, die eigenen religiösen Überzeugungen zu äußern; religiöse Strafgesetze sollten abgeschafft werden.
- Priestley betrachtete seine naturwissenschaftliche Arbeit als Nebensache, im Vergleich mit seiner theologischen. Er glaubte jedoch auch an den Stein der Weisen und sah in der Naturwissenschaft ein Mittel, um das Leben der Menschheit zu verbessern.[4]

## Ehrungen
1764 erhielt Priestley von der University of Edinburgh den Titel eines Doktors der Rechte (LL.D.).
Am 12. Juni 1766 wurde Priestley als Mitglied („Fellow“) in die Royal Society gewählt, die ihm 1772 die Copley-Medaille verlieh. 1782 wurde er Mitglied der American Academy of Arts and Sciences und 1785 der American Philosophical Society.
Der Mondkrater Priestley sowie der Marskrater Priestley sind nach ihm benannt.

## Schriften (Auswahl)
Bücher
- The scripture doctrine of remission. Which sheweth that the death of Christ is no proper sacrifice nor satisfaction for sin: but that pardon is dispensed solely on account of repentance, or a personal reformation of the sinner. London 1761 (Digitalisat).
- The rudiments of English grammar; adapted to the use of schools. With observations on style. London 1761 (Digitalisat).
  - 3. Auflage, London 1772 (Digitalisat).
  - 4. Auflage, Dublin 1784 (Digitalisat).
- A course of lectures on the theory of language, and universal grammar. Warrington 1762 (Digitalisat).
- A description of a chart of biography; with a catalogue of all the names inserted in it, and the dates annexed to them. London 1765.
  - 2. Auflage, London 1765 (Digitalisat).
  - 6., verbesserte Auflage, London 1777 (Digitalisat).
  - Neue, verbesserte Auflage, London 1790 (Digitalisat).
- An essay on a course of liberal education for civil and active life. London 1765 (Digitalisat).
- The history and present state of electricity, with original experiments. London 1767 (Digitalisat).
  - 2., korrigierte und erweiterte Auflage, London 1769 (Digitalisat).
  - 3., korrigierte und erweiterte Auflage, 2 Bände, London 1775 (Band 1, Band 2).
  - 4., korrigierte und erweiterte Auflage, London 1775 (Digitalisat).
  - 5., korrigierte Auflage, London 1794.
  - Geschichte und gegenwärtiger Zustand der Elektrizität nebst eigenthümlichen Versuchen. Gottlieb August Lange, Berlin / Stralsund 1772 (Digitalisat) – übersetzt von Johann Georg Krünitz.
  - Histoire de l’électricité […] avec des notes critiques. 3 Bände, Paris 1771 (Band 1, Band 2, Band 3).
- A familiar introduction to the study of electricity. London 1768 (Digitalisat).
  - 2. Auflage, London 1769 (Digitalisat).
  - 3. Auflage, London 1777 (Digitalisat).
- An essay on the first principles of government; and on the nature of political, civil, and religious liberty. Dublin 1768 (Digitalisat).
- A description of a new chart of history. London 1769 (nur Diagramm).
  - 2., korrigierte Auflage, London 1770 (Digitalisat).
  - 4. Auflage, London 1777 (Digitalisat).
  - 8., korrigierte Auflage, London 1793 (Digitalisat).
  - 15., korrigierte Auflage, London 1816 (Digitalisat).
- The present state of liberty in Great Britain and her colonies. 1769 – anonym.
  - Neue, korrigierte Auflage, London 1769 (Digitalisat).
- A familiar introduction to the theory and practice of perspective. London 1770 (Digitalisat).
- An appeal to the serious and candid professors of Christianity. London 1770.
  - Neuauflage, 1791.
  - Neuauflage, London 1827 (Digitalisat).
- A familiar illustration of certain passages of Scripture. London 1772 (Digitalisat).
  - Neuauflage, London 1812 (Digitalisat).
- History and present state of discoveries relating to vision, light, and colours. London 1772 (Digitalisat, Prospectus).
  - Geschichte und gegenwärtiger Zustand der Optik, vorzüglich in Absicht auf den physikalischen Theil dieser Wissenschaft. 2 Teile, Junius, Leipzig 1775–1776 (Teil 1, Teil 2) – übersetzt von Georg Simon Klügel.
- Directions for impregnating water with fixed air; in order to communicate to it the peculiar spirit and virtues of Pyrmont water, and other mineral waters of a similar nature. London 1772 (Digitalisat).
  - Maniere d’impregner l’eau d’air fixe […]. Paris 1772 (Digitalisat) – übersetzt von François Rozier.
  - Anweisung wie man das Wasser mit einer fixen Luft schwängern soll […]. In: Auserlesene kleine Werke dreyer berühmter englischer Chymisten, Herrn Priestley, Henry und Black, Die Schwängerung des gemeinen Wassers mit fixer Luft, die Magnesia und Kalkerde, die fäulungswidrige Kraft gewisser Arztneyen und andre erhebliche Gegenstände betreffend. Kopenhagen / Leipzig 1774, S. 9–28 (Digitalisat).
- Institutes of natural and revealed religion. 3 Bände, London 1772–1774 (Band 1, Band 2, Band 3).
  - 2. Auflage, 2 Bände, Birmingham 1782 (Band 1, Band 2).
  - 3. Auflage, 2 Bände, London 1794 (Band 1, Band 2).
- An examination of Dr. Reid’s inquiry into the human mind on the principles of common sense, Dr. Beattie’s essay on the nature and immutability of truth, and Dr. Oswald’s appeal to common sense in behalf of religion. London 1774.
  - 2. Auflage, London 1775 (Digitalisat).
- An address to Protestant dissenters of all denominations, on the approaching election of members of Parliament, with respect to the state of public liberty in general, and of American affairs in particular. London 1774 (Volltext, Digitalisat).
- Experiments and observations on different kinds of air. 3 Bände, London 1774–1777 (Band 2).
  - 2., korrigierte Auflage, 2 Bände, London 1775–1776 (Band 1, Band 2).
    - Neuausgabe Band 2, London 1784 (Band 2).

  - 3. Auflage, 1 Band, London 1781 (Digitalisat).
- Hartley’s theory of the human mind, on the principle of the association of ideas; with essays relating to the subject of it. London 1775 (Digitalisat).
- A course of lectures on oratory and criticism. London 1777 (Digitalisat).
- Disquisitions relating to matter and spirit. To which is added, the history of the philosophical doctrine concerning the origin of the soul, and the nature of matter; with its influence on Christianity, especially with respect to the doctrine of the pre-existence of Christ. London 1777 (Digitalisat).
- The doctrine of philosophical necessity illustrated […]. London 1777 (Digitalisat).
  - 2., erweiterte Auflage, Birmingham 1782 (Digitalisat).
- A free discussion of the doctrines of materialism, and philosophical necessity, in a correspondence between Dr. Price and Dr. Priestley […]. London 1778 (Digitalisat).
- Miscellaneous observations relating to education. More especially as it respects the conduct of the mind. Bath 1778 (Digitalisat).
  - 2. Auflage, Birmingham 1788 (Digitalisat).
- Experiments and observations relating to various branches of natural philosophy; with a continuation of the observations on air. 3 Bände, Birmingham 1779–1786 (Band 1, Band 2, Band 3).
- Letters to a philosophical unbeliever. Bath 1780 (Teil 1, Teil 2).
  - 2. Auflage, 2 Teile in 1 Band, Birmingham 1787 (Teil 1, Teil 2).
  - Briefe an einen philosophischen Zweifler in Beziehung auf Hume’s Gespräche, das System der Natur, und ähnliche Schriften. Weygand, Leipzig 1782 (Digitalisat).
- Additional letters to a philosophical unbeliever, in answer to Mr. William Hammon. Birmingham 1782 (Digitalisat).
- A history of the corruptions of Christianity. 2 Bände, 1782 (Band 1, Band 2).
- An history of early opinions concerning Jesus Christ, compiled from original writers; proving that the Christian church was at first Unitarian. 4 Bände, Birmingham 1786 (Band 1, Band 2, Band 3, Band 4).
- Lectures on history, and general policy; to which is prefixed, an essay on a course of liberal education for civil and active life. 1788 (Digitalisat (Dublin), Digitalisat (Birmingham)).
- The conduct to be observed by Dissenters in order to procure the repeal of the Corporation and Test Acts, recommended in a sermon, preached before the congregations of the old and new meetings, at Birmingham, November 5, 1789. Birmingham 1789 (Digitalisat).
- A general history of the Christian church, from the fall of the western empire to the present time. 2 Bände, Birmingham 1790 (Band 1, Band 2).
  - A general history of the Christian church, from the fall of the western empire to the present time. 4 Bände, Northumberland 1802–1803 (Band 1, Band 2, Band 3, Band 4).
- Letters to the Rev. Edward Burn of St. Mary’s chapel, Birmingham, in answer to his, on the infallibility of the apostolic testimony, concerning the person of Christ. 1790 (Digitalisat).
  - 3., korrigierte Auflage, Birmngham 1791 (Digitalisat).
- Experiments and observations on different kinds of air, and other branches of natural philosophy connected with the subject. 3 Bände, Birmingham 1790 (Band 1, Band 2, Band 3).
- An appeal to the public, on the subject of the riots in Birmingham. Birmingham 1791 (Digitalisat).
  - An appeal to the public, on the subject of the riots in Birmingham, part II. To which is added, a letter from W. Russell […] to the author. London 1792 (Digitalisat).
- Heads of lecture on a course of experimental philosophy, particularly including chemistry, delivered at the New College in Hackney. London 1794 (Digitalisat).
- Socrates and Jesus compared. Philadelphia 1803 (Digitalisat).
- Index to the Bible […]. Philadelphia 1804 (Digitalisat).
- The doctrines of heathen philosophy, compared with those of revelation. Northumberland 1804 (Digitalisat).

Zeitschriftenbeiträge
- An account of rings consisting of all the prismatic colours, made by electrical explosions on the surface of pieces of metal. In: Philosophical Transactions. Band 58, 1768, S. 68–74 (doi:10.1098/rstl.1768.0010, JSTOR:105758).
- Experiments on the lateral force of electrical explosions. In: Philosophical Transactions. Band 59, 1769, S. 57–62 (doi:10.1098/rstl.1769.0009, JSTOR:105807).
- Various experiments on the force of electrical explosions. In: Philosophical Transactions. Band 59, 1769, S. 63–70 (doi:10.1098/rstl.1769.0010, JSTOR:105808).
- An investigation of the lateral explosion, and of the electricity communicated to the electrical circuit, in a discharge. In: Philosophical Transactions. Band 60, 1770, S. 192–210 (doi:10.1098/rstl.1770.0018, JSTOR:105887).
- Experiments and observations on charcoal. In: Philosophical Transactions. Band 60, 1770, S. 211–227 (doi:10.1098/rstl.1770.0019, JSTOR:105888).
- Observations on different kinds of air. In: Philosophical Transactions. Band 62, 1772, S. 147–264 (doi:10.1098/rstl.1772.0021, JSTOR:106051).
- An account of a new electrometer, contrived by Mr. William Henly, and of several electrical experiments, made by him, in a letter […] to Dr. Franklin, F. R. S. In: Philosophical Transactions. Band 62, 1772, S. 359–364 (doi:10.1098/rstl.1772.0027, JSTOR:106057).
- On the noxious quality of the effluvia of putrid marshes. A letter […] to Sir John Pringle. In: Philosophical Transactions. Band 64, 1774, S. 90–95 (doi:10.1098/rstl.1774.0008, JSTOR:105987).
- An account of further discoveries in air […] in letter to Sir John Pringle, Bart. P.R.S. and the Rev. Dr. Price, F.R.S. In: Philosophical Transactions. Band 65, 1775, S. 384–394 (doi:10.1098/rstl.1775.0039, JSTOR:106209).
- Observations on respiration, and the use of the blood. In: Philosophical Transactions of the Royal Society. Band 66, 1776, S. 226–248 (doi:10.1098/rstl.1776.0014, JSTOR:106277).
- Experiments relating to phlogiston, and the seeming conversion of water into air. In: Philosophical Transactions of the Royal Society. Band 73, 1783, S. 398–434 (doi:10.1098/rstl.1783.0023, JSTOR:106498).
- Experiments and observations relating to air and water. In: Philosophical Transactions of the Royal Society. Band 73, 1783, S. 279–309 (doi:10.1098/rstl.1785.0015, JSTOR:106758).
- Experiments and observations relating to the principle of acidity, the composition of water, and phlogiston. In: Philosophical Transactions of the Royal Society. Band 78, 1788, S. 147–157 (doi:10.1098/rstl.1788.0012, JSTOR:106653).
- Additional experiments and observations relating to the principle of acidity, the decomposition of water, and phlogiston […] With Letters to him on the subject, by Dr. Withering, and James Keir, Esq. In: Philosophical Transactions of the Royal Society. Band 78, 1788, S. 313–330 (doi:10.1098/rstl.1788.0021, JSTOR:106662).
- Objections to the experiments and observations relating to the principle of acidity, the composition of water, and phlogiston, considered; with farther experiments and observations on the same subject. In: Philosophical Transactions of the Royal Society. Band 79, 1789, S. 7–20 (doi:10.1098/rstl.1789.0002, JSTOR:106677).
- Experiments on the phlogistication of spirit of nitre. In: Philosophical Transactions of the Royal Society. Band 79, 1789, S. 139–150 (doi:10.1098/rstl.1789.0012, JSTOR:106686).
- Experiments on the transmission of the vapour of acids through an hot earthen tube, and further observations relating to phlogiston. In: Philosophical Transactions of the Royal Society. Band 79, 1789, S. 289–299 (doi:10.1098/rstl.1789.0024, JSTOR:106698).
- Observations on respiration. In: Philosophical Transactions of the Royal Society. Band 80, 1790, S. 106–110 (doi:10.1098/rstl.1790.0014, JSTOR:106833).
- Farther experiments relating to the decomposition of dephlogisticated and inflammable air. In: Philosophical Transactions of the Royal Society. Band 81, 1791, S. 213–222 (doi:10.1098/rstl.1791.0016, JSTOR:106868).

Als Herausgeber
- Theological Repository. 1770–1773 und 1784–1788.

Gesammelte Schriften
- John Towill Rutt (Hrsg.) The theological and miscellaneous works of Joseph Priestley. 25 Bände, G. Smallfield, London 1817–1832 (Digitalisate).

Briefe
- John Towill Rutt (Hrsg.): Life and correspondence of Joseph Priestley. 2 Bände, Hunter, London 1831 (Band 1, Band 2).